# Rogerträsket
Rogerträsket är en sjö i Piteå kommun i Norrbotten och ingår i Åbyälvens huvudavrinningsområde. Sjön har en area på 0,147 kvadratkilometer och ligger 330,1 meter över havet. Sjön avvattnas av vattendraget Rogerträskbäcken.

## Delavrinningsområde
Rogerträsket ingår i det delavrinningsområde (726816-171110) som SMHI kallar för Mynnar i Åbyälven. Medelhöjden är 353 meter över havet och ytan är 6,33 kvadratkilometer. Det finns inga avrinningsområden uppströms utan avrinningsområdet är högsta punkten. Rogerträskbäcken som avvattnar avrinningsområdet har biflödesordning 2, vilket innebär att vattnet flödar genom totalt 2 vattendrag innan det når havet efter 86 kilometer. Avrinningsområdet består mestadels av skog (63 procent) och sankmarker (34 procent). Avrinningsområdet har 0,15 kvadratkilometer vattenytor vilket ger det en sjöprocent på 2,4 procent.